# Ichneumon ustzazae
Ichneumon ustzazae är en stekelart som beskrevs av Heinrich 1978. Ichneumon ustzazae ingår i släktet Ichneumon och familjen brokparasitsteklar. Inga underarter finns listade i Catalogue of Life.